# Karl Heinrich Barth
Karl Heinrich Barth (Pillau, 12 luglio 1847 – Berlino, 23 dicembre 1922) è stato un pianista e insegnante tedesco.

## Biografia
Karl Heinrich Barth nacque a Pillau, nella Prussia orientale (l'odierna Baltiysk, in Russia) il 12 luglio 1847. Poco si sa dei primi anni di vita di Barth, tranne che le sue prime lezioni di pianoforte furono impartite da suo padre. All'età di nove anni Heinrich Barth si trasferì a Potsdam per studiare con Ludwig Seinmann; successivamente Barth studiò con alcuni pianisti di rilievo del XIX secolo, tra cui Hans von Bronsart e Karl Tausig, i quali a loro volta furono allievi di Franz Liszt. Barth ha stabilito la sua carriera come solista, musicista da camera e insegnante in tutta Europa.
Nel 1868 Barth accettò il suo primo importante incarico di insegnante come professore di pianoforte presso il conservatorio Stern. Successivamente si trasferì alla Hochschule für Musik di Berlino nel 1871, diventando direttore del dipartimento di pianoforte nel 1910. Vi rimase fino al suo pensionamento nel 1921. Durante il periodo in cui insegnò ebbe come allievi Arthur Rubinstein, Heinrich Neuhaus, Wilhelm Kempff, Leonard Liebling, Siegfried Schultze e Rose e Ottilie Sutro.

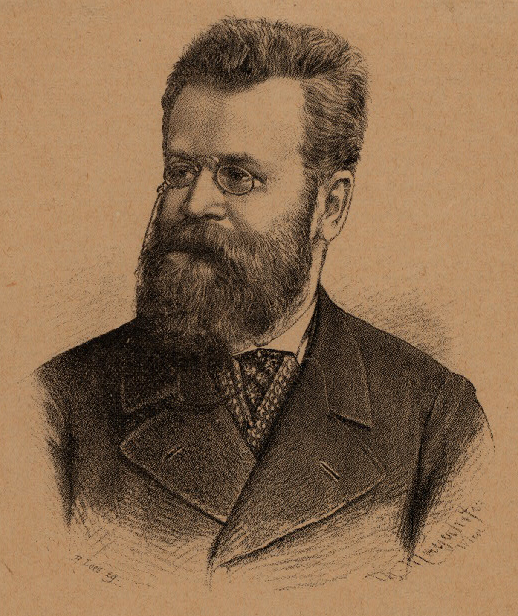

Mentre viveva a Berlino, Barth prestò servizio come pianista di corte di Federico III di Prussia. Inoltre si esibì spesso in pubblico con il violinista, direttore d'orchestra e compositore Joseph Joachim e con la moglie di Joachim, la cantante Amalie Weiss. formò un trio per pianoforte con il violinista Heinrich Karl Hermann de Ahna e il violoncellista Robert Hausmann, all'epoca musicisti noti e celebrati. Nel corso della sua carriera artistica, Barth eseguì spesso le opere di Johannes Brahms, essendo lo stesso Barth suo conoscente.
Morì a Berlino il 23 dicembre 1922.